# 2020년 하계 올림픽 브루나이 선수단
2020년 하계 올림픽 브루나이 선수단은 2021년 일본 도쿄에서 열린 2020년 하계 올림픽에 참가한 올림픽 브루나이 선수단이다.
공식적으로 브루나이 다루살람(Brunei Darussalam)으로 알려진 브루나이는 2020년 도쿄 하계 올림픽에 참가했다. 원래 2020년 7월 24일부터 8월 9일까지 열릴 예정이었던 올림픽은 코로나19 범유행으로 인해 2021년 7월 23일부터 8월 8일로 연기되었다. 이번 하계 올림픽은 1988년 하계 올림픽 이후 브루나이의 8번째 하계 올림픽 출전이었다. 브루나이는 1992년 바르셀로나 대회와 2008년 베이징 대회 두 차례 대회에 선수 등록을 하지 못했다.

## 출전 선수
| 종목 | 남자 | 여자 | 전체 |
| ---- | ---- | ---- | ---- |
| 육상 | 1    | 0    | 1    |
| 수영 | 1    | 0    | 1    |
| 전체 | 2    | 0    | 2    |

## 같이 보기
- 올림픽 브루나이 선수단